# آنكي ب. مولدر باكر
أنتجي بيتسك «آنكي» مولدر باكر (من مواليد 7 أبريل 1940) هي مؤرخة في جامعة جرونينجن وهي متخصصة في منصب النساء خلال العصور الوسطى. تكتب بشكل رئيسي باللغة الهولندية.

## منشورات مختارة باللغة الإنجليزية
• الاختراع من [سينتلينس], [روتّلدج], 2002. ISBN 0415267595
• رؤية ومعرفة: نساء والتعلم في أوروبا قرون وسطى, 1200-1550, [بربولس], 2004. (نساء القرون الوسطى: النصوص والسياقات) ISBN 2503514480
• حياة المراسيس: صعود التراجع الحضري في أوروبا في العصور الوسطى، (ميرا هيرسبينك شولز، مترجم)، مطبعة جامعة بنسلفانيا، فيلادلفيا، 2005. ردمك 978-0-8122-3852-5  
• النساء والخبرات في الكتابة اللاحقة للقرون الوسطى: قراءة كتاب الحياة، بالجريف ماكميلان، 2009. ردمك 9780230602878 